# Középfölde
Középfölde a neve a J. R. R. Tolkien által elképzelt ősi földnek, ahol az író regényeinek jelentős része játszódik (ezek közül a három legismertebb és legjelentősebb A szilmarilok, A hobbit, ill. A Gyűrűk Ura).
Amikor Tolkien a rajongóknak írt leveleiben, vagy a kritikusoknak interjúkban próbálta megmagyarázni, mi vezette történetei írására és Középfölde kitalálására, gyakran hangsúlyozta, hogy Középfölde nem egy másik bolygón, vagy valami különleges módon megváltozott Földön található: valójában a Föld (ahogy Tolkien mitológiájában nevezik, Arda) kitalált múltjában helyezkedik el; kb. a 6000-7000 évvel ezelőtti időkig (megerősíti mindezt Arda nevének hasonlósága az angol earth illetve a német Erde szavakhoz). A könyveiben elmesélt történetek nagyrészt az Endor kontinens északnyugati részén játszódnak, amely a mai Európának felel meg; nagyon keveset tudunk világának más halandók lakta részeiről, bár a regények cselekménye és mellékelt térképek alapján ilyenek léteznek (pl. a messzi északi földek, vagy a nagyjából Afrikának megfeleltethető Délfölde). E kontinensek elhelyezkedése – alkotói megfontolásból és a könyvek cselekményéből szervesen következően – nem egyezik a Föld mai geológiai állapotával.
Középfölde és egész Arda történelme számos korra tagozódik. A hobbit és a Gyűrűk Ura mind a Harmadkor végének (a Negyedkor hajnalának) eseményeivel foglalkoznak, míg A szilmarilok nagyrészt az Első korban játszódik. A korszakok sokszor mélyreható földrajzi (ebből következően, biológiai, néprajzi, politikai stb.) változásokkal is együtt jártak: szigetek, szubkontinensek tűntek el, a tenger alá merülve, vagy mozdultak el, általában a sötét erők elleni harc pusztító hatására. Az eredetileg lapos világot, Ardát például csak a Másodkor végén Eru, a teremtő változtatta gömbölyűvé.
A Középföldéről fennmaradt információk egy része Tolkien olyan írásain alapul, amelyeket az író nem fejezett be, és így életében nem is adták ki őket.

## A név
A „Középfölde” (angolul Middle-earth) nevet nem Tolkien találta ki, már létezett az óangolban middanġeard, a középangolban midden-erd vagy middel-erd, az ősi skandináv nyelven pedig Midgard formában. Ez nagyjából megfelel annak, amit a görögök οικουμένη (oikoumenē), vagyis „az emberek által lakott világ” néven emlegettek. Ez a fizikai világ, a láthatatlan világok ellentéte.
Middangeard többször is előfordul a Beowulf című hőseposzban, amelyet Tolkien fordított modern angolra, és amelynek vitathatatlanul egyik legnagyobb szakértője volt. Ihletett merített Cynewulf Crist című versének egyik részletéből is:
Éala Éarendel engla beorhtast / ofer middangeard monnum sended.
Üdvözlünk Éarendel, legragyogóbb angyal / ki középföld fölé küldettél az emberekhez
A „Középfölde” nevet Tolkien tudatosan használta A hobbit, A Gyűrűk Ura, A szilmarilok és egyéb kapcsolódó, 1937 utáni írásaiban. Ekkorra elvetette korábban fejlesztett mondáinak egy részét annak érdekében, hogy kialakíthassa Észak-Európa általános mitológiájának koncepcióját. „Középfölde” az ő szóhasználatában az egész világra utal, és nem csak annak egyes részeire [forrás?]. Megjegyzendő, hogy Középfölde eredeti angol neve („Middle-earth”) gyakran helytelenül jelenik meg az angol nyelvű médiában („Middle Earth” vagy „Middle-Earth”), továbbá sokan azonosítják Középföldét Ardával, annak ellenére, hogy Tolkien elképzelése szerint Arda a Naprendszert jelentette a különálló fizikai égitestekkel (mint amilyen a Nap és a Hold) együtt.

## Középfölde földrajza
Az ősi germán és skandináv mitológia szerint a világegyetem kilenc, egymáshoz kapcsolódó fizikai síkból állt. Az emberek birodalma, a Középső föld ennek a világegyetemnek a középpontjában volt. A tündérek, istenek, óriások birodalmai a földet körülvevő tengeren túli területen volt. A holtak birodalma a Középső föld alatt helyezkedett el. Egy a tengeren átívelő szivárvány-híd, Bifröszt kötötte össze azt a földet Asgarddal. Egy külső tenger vette körbe a hét másik világot. Ebben a koncepcióban a „világ” kifejezés sokkal inkább jelentett törzsi területet, mint fizikailag valóban elhatárolt világokat [forrás?].
Tolkien eredeti mitológiája, Az elveszett mesék könyve szerint a germán nyelvű népek birodalma az a föld, amely később Anglia lett; és létezik egy másik, mesebeli világ, a tündéreké. Miután ezt elvetette, új mondát hozott létre, amely egy elképzelt északi birodalomban játszódik (A Szilmarilok), és amely térség, valamint a modern, mai kontinensek között kevéssé vonható párhuzam. Ez az elképzelt föld a mitikus „lapos Föld” része volt, amely nagyon hasonlít a germán-kelta regék világához. Tolkien ekkori koncepciója szerint a föld maga egy viking hajóhoz volt hasonlítható, mely a Vain, Ulmo birodalmán, a „Külső Óceánon” úszik. Ezt az óceánt egy fal veszi körül, melynek másik oldalán a semmi, az üresség, mondhatni a világűr található.
Az a Középfölde, mely a Tolkien élete során kiadott könyvekben is szerepel, a '30-as években alakult ki, amikor Tolkien „egyesítette” A szilmarilokból, a Númenor-történetekből, valamint A hobbitból megismert Föld-képet. Azt a területet, amelyen ezen könyvek (és később A Gyűrűk Ura) történetei játszódnak, jelentősen megnövelte, részletesebben kialakította. Ettől kezdve vált Középfölde azzá a világgá, aminek az olvasó megismerheti Tolkien könyveiből.
Sokan azon elmélkednek [forrás?] hogy Középfölde térképe a mi való világunk alapján lett kitalálva. Felsorolnak pár nyilvánvaló klimatológiai, botanikai és állattani egyezést. A Hobbitok Megyéje elterülhetne Angliában, Gondor a mediterrán Olaszországban és Görögországban, Mordor a sivatagos Törökországban és a Közel-Keleten. Dél-Gondor és Harad környéke feküdhetne Észak-Afrikában, Rhovanion Németország erdeiben és Dél- és Nyugat-Oroszország sztyeppéin és a forocheli jég öböl akár Norvégia fjordjainál. Tolkien szerint nincs pontos fizikai egyezés a Középfölde országai és napjaink régiói között.
Középfölde földrajzát J. R. R. Tolkien és fia, Christopher Tolkien közösen és fokozatosan dolgozták ki, de a fő érdem a fiúé; ő volt az, aki végül a földrajzi elképzeléseket rajzba is öntötte (The Shaping of Middle-earth, IV. kötet, The History of Middle-earth). Christopher Tolkien több térképet tett közzé a „lapos Földről”, melyet apja Az Elveszett Mesék könyve számára gondolt ki. Egy Tolkien-rajongó geográfus, Karen Wynn Fonstad egy egész atlaszt (Középfölde Atlasza) készített Középfölde térképeiből, amelyet elsősorban a három fő mű (A szilmarilok, A hobbit és A Gyűrűk Ura) szövegében található adatok figyelembevételével végzett számítások alapján állított össze. Ezek még nem számítottak „hivatalosan elismert” térképeknek, de az Atlaszt aztán a The History of Middle-Earth és más Tolkien-kiadványok térképeinek segítségével tovább pontosította.
A Hobbit, A Gyűrűk Ura és A szilmarilok c. művekben Tolkien és fia több térképet is publikáltak, és e három mű az eredeti szerző(k) által is készített térképek egyetlen lelőhelye. Ezen térképek közt sok ellentmondás van.
Arda geográfiájáról bármilyen vita ezen és más okok miatt csakis spekulatív és ellentmondásos eredményekkel kecsegtető lehet.

## Középfölde lakói
Középfölde Tolkien szerint sok értelmes (tagolt beszédre, eszközhasználatra képesek-e stb.) fajnak ad otthont. Ami a nem intelligens fajokat (az állat- és növényvilágot) illeti, az nagyjából, noha nem teljes mértékben, a mai Föld élővilágával azonos. Az élőlények két nagyobb csoportra oszthatóak aszerint, hogy értelmesek-e vagy sem (bár a két kategória közt az átmenet meglehetősen folytonos). Az értelmes lények között vannak eredetben és hatalomban az anyag felett álló, szellemi természetűek (ld. ainuk); valamint anyagi, testi lények.

### Szellemi természetű lények
Ezek a lények születésüktől fogva rendelkeznek az anyag, illetve a világ formálásának transzcendens (nem a világból, illetve az anyagból eredő) képességével, azaz „mágikusak” [forrás?]. A Földön járva, testi alakot is felvehetnek, azonban ezt többé-kevésbé kedvük, illetve lelki tulajdonságaik alapján változtathatják, le is vethetik, mint a halandók a ruhát.
Szellemi természetű lény Tolkien világában kétféle van: Ilúvatar („Mindennek-Atyja”), a Világ ura és közvetve minden más lény teremtője, valamint gondolatának szülöttei, a szintén szellemi természetű ainuk. Az ainuk egy része Ilúvatarral lakozik az Időtlenség Csarnokaiban, csekélyebb számban néhányan Ardára (a Földre) jöttek, és a világ végéig nem is hagyhatják el azt. Az ainuk erő szerint további két csoportra oszlanak: a nagyobb hatalmúak közül a földieket valáknak (vagy, a tündék világerőknek, az emberek pedig isteneknek is) nevezik, az ezeket szolgáló, hozzájuk természetben nagyon hasonló, csak csekélyebb szellemeket pedig maiáknak. Az első Kor záró eseménye épp az volt, amikor a valák és tündék erői elhagyták Halhatatlanföldet, és Középföldére sereglettek, leszámolni az első sötét ainu, Morgoth hatalmával.
A valák a Föld körein belül élnek, de nem Középföldén, sem a halandók által lakott bármely más területen, hanem egy, a halandók által önerőből elérhetetlen birodalomban, Valinorban (ennek az elzárkózásnak a fő oka a két Sötét Úr, Morgoth és Szauron rémtetteiben keresendő).
Az elzárkózás ellenére a valák bármikor elhagyhatják Valinort, és minden korban hatással voltak Középföldére; az ősidőkben még rendszeresen jártak és alkottak is rajta (Valinor megteremtése után már csak egyikük, Orome volt rendszeres vendég Középföldén). A maiák egy része is velük él, azonban a tolkieni világtörténelem során számos maia szintén járt időlegesen Középföldén, vagy telepedett le ott nagyon hosszú időre (pl. Melian). A Gyűrűk Ura a valákat és maiákat csak egészen rövid utalások formájában említi, noha a cselekményben fontos szerepet tölt be három (egykori) maia: Szauron, valamint két mágus: Gandalf és Szarumán (kisebb szerepet pedig egy balrog). A Szilmarilok viszont nagyrészt a valák, maiák és tündék témájával foglalkozik, és közülük számosak személyét és tetteit részletesebben is ismerteti.
Tolkien elképzelései sokat változtak, akár a történetei kiadása után is, művei egy része pedig csak halála után, félig-meddig befejezetlenül jelent meg. Sokszor még az írott művek alapos ismeretében is nehéz megmondani, egy-egy elképzelés mennyire tekinthető időtállónak, a mitológián belül „objektíve” érvényesnek. Tipikusan ilyen elgondolás pl. a pogány mitológiák (antik és északi) „félig isteni” lényeihez hasonló tolkieni teremtmények létezése. A mitológia alakulásának korai szakaszában, a Szilmarilok megjelenése előtt, a maiák mellett még alacsonyabbrendű szellemek is léteztek (ld. pl. Az elveszett mesék könyve;): vízi sellők, tündérek, fák, ligetek és folyók nimfái vagy szellemei stb. Noha számos ilyen elgondolást akár leveleiben, akár műveiben vagy azok előszavában, függelékeiben kifejezetten megtagadott (pl. hogy a tündé(re)k aprók, manószerűek), számos más esetében nem teljesen bizonyos, hogy nem csak a kiadásra szánt művek kivonatosabbá tétele miatt került-e ki a szövegből. Nem lehetetlen pl., hogy a Gyűrűk Urában említett Bombadil Toma vagy az egyébként nem részletezett kilétű „Folyó-asszony” (Toma anyósa)  ebbe a „pogány” gondolatkörbe tartozik.

### Testi természetű lények
Ezek a lények a világot születésüktől fogva jobbára csak a világon belüli törvények kihasználásával tudják alakítani, ha mégis nagyobb hatalomra tesznek szert, az általában közvetlenül vagy közvetve egy szellemi természetű lénytől származik. Néhányuknak van lelkük, amely szellemi természetű, de ennek sorsa a magasabb erők irányítása alatt áll: haláluk után tehetetlenné válik, és ha felvehet egyáltalán új testi alakot, az a világerők törvényei szerint történik.

#### Értelmes/lélekkel rendelkező lények

##### Tündék
A tündék (quendek), avagy „Ilúvatar Elsőszülöttjei” állnak a szellemi lényekhez bármilyen tekintetben a legközelebb. Halhatatlanok, akárcsak az ainuk; ők a legerősebbek, a legszebbek és legbecsületesebbek, ők kapták a valák tudásából és természetéből a legtöbbet. Akik vállalkoztak erre, azok a valákkal együtt laknak Valinorban, de akik Középföldén élnek, azok lelke is haláluk után Valinor erre a célra alkotott helyein (Mandos csarnokaiban) várakozik, mígnem az egyik megfelelő utódban újjászülethet.
A tündék a világ körein belül halhatatlanok (csak erőszak által halhatnak meg) és sosem betegszenek meg. Hasonlítanak az emberekre, azzal a különbséggel, hogy a tündék mindannyian gyönyörűek. Sokkal jobbak az érzékszerveik és tisztább a tudatuk, mint az emberé, betegségek nem támadhatják meg őket és olyan sebekből is képesek felgyógyulni, amelyek emberre nézve bízvást halálosak lennének.
Középföldén, s egyáltalán Ardán a tündék különböző nemzetségei élnek, és ezek néhány tulajdonságban különböznek egymástól mind külső, mind belső tulajdonságaikban. A tündék csoportosítása meglehetősen bonyolult, a Középfölde történelme szempontjából legfontosabb csoport az eldáké (nyugati tündék): ezek azok a tündék, akik elindultak Valinorba a valák hívására az Első Korban, bár nem mind érkeztek meg. A Valinorba érkezett két tünde-csoport a noldáké és a vanyáké (nemestündék/bölcs-tündék és a szép-tündék): ezek közül az egykor Valinorban élt noldák nagyrésze részben önkéntes, részben kényszerű száműzetésbe vonultak Középföldére (és elvileg ki voltak tiltva Valinorból, bár azon keveseknek, akik a Másodkor végén még éltek és kérték, megbocsátottak [forrás?]). Az eldák egy másik nagy csoportja, a sindáké, azon tündéket takarja, akik bár Valinorba indultak, sohasem érkeztek oda és nem is éltek ott, hanem Melian és Thingol uralma alatt Középföldét választották otthonukul (noha Halhatatlanföld számukra mindig nyitva állt) vagy Tol Eressa-n a magányos szigeten és halhatatlanföld keleti kikötőiben éltek. Bár birodalmukat, Doriathot Morgoth hamarosan elpusztította, a sindák előfordultak szerte Középföldén, és ők alkották az ott lakozó tündék többségét. Ezeket a tündéket (eldák, vanyák, sindák) egységesen calquendeknek (fény-tündéknek) nevezik.
A végig Középföldén maradt, a fák szent fényét (és a Melian arcán visszatükröződő fényt) soha nem látó tündéket morquendeknek nevezik. Ők az erdő-tündék, szellemi és fizikai erőben egyaránt elmaradnak Valinor-t látott testvéreiktől. Vándornépként ismertek, az emberek kezdeti tanítói és segítő voltak. A harmadkorra nagyrészt elvegyültek a bakacsin-erdei és a lórieni tündék között.

##### Emberek
Az emberek, avagy a „Másodszülöttek” népe, mind testi és lelki erőben, mind szépségben elmarad a tündék népétől. Azonban Ilúvatar különös Ajándékot adott nekik: a halandó létet. Ez nemcsak egyszerűen azt jelenti, hogy meghalnak, erejük csökkenésével lelküknek végleg el kell hagynia testüket, sőt a világ köreit is, és újjá sem születhetnek, de azt is, hogy hatalmuk van sorsuk alakítására még az Ainuk Muzsikája (vagyis a Világ előzetesen „megírt” sorsa) ellenében is (a Szilmarilok szövegében Tolkien egyértelműen leszögezi: ez a két jelenség ugyanannak a dolognak a két oldala [forrás?]), amit még a valák sem mondhatnak el magukról.
Az emberek (és semmilyen más halandó) nem léphetnek Halhatatlanföldre. Ez Arda történelme során kétszer mégis bekövetkezett, egyszer Ilúvatar és/vagy az ainuk rendelkezése alapján, másodszor engedély nélkül. Az első esemény, Earendil vállalkozása Morgoth legyőzésére, a második Ar-Pharazon király lázadása, amely Númenor pusztulását eredményezte. Az emberek egy része, az edánok, az Első Korban segítették a noldákat a Morgoth elleni háborújukban, és részt vettek a Sötét Úr végső legyőzésében is a kor végén, ezért ajándékba és kárpótlásul kapták Númenor (avagy Nyugathon) minikontinensét a valáktól Halhatatlanföld közelében. Innentől kezdve dúnadánoknak („a nyugathoniak”) nevezték őket. Númenorból – eleinte békésen – a másodkor közepéig meghódították Középfölde nagy részét, létrehozva délen Gondor, északon Arnor óriási birodalmát. Bár Númenor a Másodkor közepén saját ostobasága miatt elpusztult, Gondor és Arnor sokáig fennmaradtak, befolyásolva Középfölde történelmét.
Nemcsak a dúnadánok képezik az emberi jelenlétet Középföldén. Számos csekélyebb emberi nép is szerepet kap a művekben, egy részük inkább a dúnadánok, más részük inkább Szauron befolyása alatt. A Másodkor elsősorban az embernép további differenciálódását és előtérbe kerülését hozta: a messzi északon éltek a forodwaithok (hó-emberek), akik semlegesek, – bár segítették a menekülő Arnori dúnadán királyt – a jobbára a gonosz angmari birodalmat szolgáló északlakók, valamint Észak-Eriadorban a független beorningok és bardfiak elődei. Laktak (később szintén független) emberek a Brí-vidéken, és Eriador déli részein is. Gondort, azaz a déli dúnadánokat szolgálják a rohaniak, akik egy északról származó magas, szőke lovasnép. Ellenségeik Rohan egykori birtokosai, a dúnföldi „vademberek”.
Nem sokat tudunk a Mordortól keletre lakó emberekről (azon kívül, hogy léteznek), de valószínűleg Szauron befolyása alatt éltek egészen a harmadkor végéig, akárcsak a Mordortól délre fekvő Khandi Birodalom ember-népe, a csatabárdos-szakállas varágok. Délfölde északibb népei általában Szauront szolgálták, Gondor legádázabb déli ellensége Harad ember-birodalma – noha voltak békésebb időszakok is, amikor a Haradiak elismerték Gondort. Ismertek még a Druadánok népe, ők gondor és Rohan határán erdei és bujkáló népként tengették életüket. Visszamaradott nehezen beszélő, formátlan emberek(sziklák-népeként ismertek). Ők vezették át Theoden királyt titkos utakon gyorsan a mordori seregeket megkerülve Pellennor mezejére, cserébe Elesszer király az erdeőjüket nekik ajándékozta.

##### Törpök
A törpök (saját szavukkal khazadok, sindául naugrik-satnyák) emberszabású alacsony és széles, erőteljes, tömzsi és hosszú életű (de halandó) lények, valamennyien (nagyobbrészt asszonyaik is) szakállt viselnek; a Szabad Népek egyike (vagyis többnyire nem szolgálják a sötét urakat), akiket az egyik vala, Aulë (a kovács) teremtett, de az Ilúvatar Gyermekeinek nevezett két faj (tündék és emberek) mellett Ilúvatar Fogadott Gyermekeinek számítanak. A legenda szerint Aulë – megunván az üres Ardát és azt, hogy nincs, akinek tudását átadja – megteremtette a törpök Hét Atyját (innen a hét törzs, legfőbb uruk az elsőszülött Durin leszármazottai), ám mivel Eru Ardát saját gyermekeivel, a tündékkel szerette volna először benépesíteni, Aulë törpjeit is csak akkor ébresztette fel. Kiváló bányászok, kézművesek, kőfaragók és kovácsok; amellett Középföldén harci erényeiket (és az általuk készített elsőrangú fegyvereket és páncélokat) is minden nép illő tisztelettel emlegeti. Büszke és makacs természetűek. Az idők során változó szívélyességű kapcsolatot tartottak fenn a noldákkal, ami hol közös munkákban, hol az egymás elleni háborúkban nyilvánult meg. Egymás közt saját nyelvükön érintkeznek, ez a khuzdul, de más népek előtt e nyelvet a legnagyobb titokban tartják. Egyébként is titkolózóak és hajlamosak a kapzsiságra, noha szomszédaik ettől eltekintve megbízhatónak és tisztességesnek tartották őket. Egyesek közülük a sötét erőkkel szövetkeztek, de ez közel sem általános e nép körében.

##### Hobbitok
A hobbitok szerény, de nagyon régi eredetű, apró termetű nép, valószínűleg az emberek közeli rokonai (GyU prológus). A törpöknél magasságban alig kisebbek, noha nem olyan vaskosak, zömökek, és szakállat sem hordanak. Ritkán nőnek 120 cm-nél magasabbra. Fülük hegyesebb, mint az átlagemberé, lábfejük pedig az emberénél hosszabb és dús szőrzet borítja, talpukat vastag megkeményedett bőr fedi, ezért soha nem viselnek cipőt. Az emberek félszerzetnek, a tündék periannath-nak hívták őket. Alighanem az emberi fajból ágaztak el (legalábbis A Gyűrűk Ura A Hobbitokról c. előszava ezt sejteti, de biztosat nem mond). Ahogy Tolkien írja: „Arcuk a legtöbbször inkább jóindulatú volt, mint szép: széles, pirospozsgás, szemük csillogó, szájuk mindig nevetésre állt”. Hazájuk a Megye, egy otthonos vidék, amely Középfölde közepén, az egykori Arnori királyság területén fekszik. Legnagyobb részük földművelő életmódot folytat, általában békés természetű népek. Nem nagyon kedvelik a modern gépeket, szeretnek enni, naponta akár hatszor is asztalhoz ülnek. Szeretik az élénk színű ruhákat, különösen a sárgát és a zöldet. Halandó lények (Tolkien – elmondása szerint – elsősorban az angol kispolgár figuráját rajzolta meg bennük, rokonszenvet keltően).

##### Entek
Az Entek (és huornok) (onodok) az ősidőkben a valák közreműködése által született faj, mely külsőleg a fákra hasonlít leginkább. A tündék „a fák pásztorainak” is nevezik őket. Középfölde ifjú éveiben az Eriadort beborító hatalmas erdőség „urai” voltak, a harmadkorra azonban maroknyi megmaradt csapatuk a Fangorn-erdő őreivé vált. Az entek még emberszabásúnak mondhatóak, noha „döbbenetesen rendhagyó” alkatúak, óriási (több ember magas, fányi) méretűek, teljesen értelmesek, fizikai erejük rendkívül nagy. Egymás közt saját nyelven (ó-ent) beszélnek; a beszéd képességét állításuk szerint a tündéktől kapták, de képesek az emberi (és egyéb) nyelveken (elsősorban a közös nyelven, a nyugorin) is beszélni, mégpedig kiválóan (ld. A Gyűrűk Ura, F Függelék: Egyéb fajokról). Ők (az ún. huornokkal együtt) döntötték meg az áruló mágus, Szarumán hatalmát a Harmadkor végén. Az enteknek ugyanannyi fajtája van, ahány fafajta, egyesek a szilekre, mások a tölgyekre, a fenyőkre, a berkenyékre stb. hasonlítanak. Egyes entek némává, lassúvá lesznek, mintegy hibernálódva fa-állapotba kerülnek, mások ebből az állapotból felébredhetnek. Az ent és fa állapotok közti átmeneti állapotban lévő kvázi entek a huornok; az enteknél nem kevésbé veszélyesek, ha feldühítik őket.

##### Orkok
Az orkok kétségkívül értelmes, ám egyben rendkívül gonosz lények. Az orkokat minden, a sötét erők szolgálatában nem álló teremtmény megveti, aki csak Középföldén él; sőt még ők maguk is gyűlölik magukat és minden mást is. Szárazföldi, emberszabású, de embernél alacsonyabb és torz alkatú, kinézetű, karikalábú és hosszú karú, csúf, mocskos, harcias és mindenestől gonosz lények, akiket (legalábbis a tündék szerint) Melkor elfogott tündékből torzított el az óidőkben a tünde fajta megcsúfolására és az ellenük való harcra. Nagyjából az ősi mitológiák gonosz manóinak felelnek meg. Éjjeli lények, és jobbára barlangokban laknak. Legtöbb fajtájuk a napot nem képes elviselni (de még az erős holdfényt is nehezen). Más értelmes fajták húsát és a döghúst is megeszik, és általában csak pusztítani képesek, alkotni csak gonosz dolgokat (mint fegyverek és egyszerűbb ostromgépek). Az orkoknak több fajtája is van, akik törzsi szervezetben élnek. Minden törzs a maga külön nyelvjárását beszéli, a fajok közti kommunikációhoz többnyire a Fekete Beszédet, a valinori és a nyugori nyelvek eltorzított változatát használják. A vadászaton és gyűjtögetésen kívül általában rablásból élnek, vagy pedig náluk gonoszabb erőket, urakat és birodalmakat szolgálnak katonaként (a két utóbbi tevékenység persze közel sem zárja ki egymást). Legtöbbjük a mindenkori Sötét Úr katonája. A könyv (főként A babó) elvétve goblinoknak (a magyar ford. koboldoknak) is nevezi őket.

##### Trollok
A trollok hatalmas, cammogó járású, gonosz lények, amelyek Középföldén ólálkodnak és – húsevő voltuknál fogva – minden teremtmény számára veszélyt jelentenek. Emberszabású, de több embernyi magas, torz testalkatú, idomtalan és csekély értelmű lények. Több fajtájuk létezik, például a hegyi vagy a barlangi trollok, ezen kívül az újabb időkben, röviddel Szauron bukása előtt tűnt fel egy értelmesebb és veszélyesebb trollfajta, az olog-hai. Beszédre korlátozottan képesek (képesek a közös nyelven bizonyos szinten érintkezni más fajokkal, de valószínűleg a Fekete Beszédet is ismerik). Félig állati sorban tartva, a sötét erők gyakran használták őket szolgaként teherhordásra, ostromgépek kezelésére, de gyalogos katonaként is (fegyverük általában óriási harci pöröly, vagy hasonló fegyver). A Szilszakáll nevű ent szerint a trollokat a Sötét Úr (vsz. Morgoth) teremtette az entek megcsúfolására. A legtöbb troll kővé dermed, ha napfény éri a testét. A Szauron által teremtett fajuknak, az olog-hai trolloknak azonban még ez sem jelent veszélyt.

##### Lidércek
Lidércek – A lidércek félig-meddig anyagi természetű „árnyak”, az emberi holtak lelkei, akikké haláluk után egyes emberek válnak. A lidérccé válásnak „természetes” okai is lehetnek (bár a legtöbb emberből nem válik lidérc halála után), de lehetséges mágia vagy átok, vagy egyéb mesterséges beavatkozás hatására is. Más fajok esetében csakis az utóbbi ok lehetséges az ilyesmire, legalábbis ellenpéldát nem ismerünk. -- A lidércek szerte Középföldén legismertebb és legrettegettebb képviselői a gyűrűlidércek vagy nazgûlok. Ők a Szauron és a tündék által készített kilenc gyűrű birtokosai, akiket gyűrűik által Szauron hatalmába kerített és nem tudtak meghalni. Vezetőjük az angmari Boszorkányúr.

##### Buckamanók
A buckamanók gonosz szellemi lények, akik Középfölde történelme során Angmar területéről kerültek a Sírbuckák elhagyott sírkamráiba, a Nagy Sírokba, valószínűleg a Harmadkor 1636. évében.
Miután bevették magukat a sírokba, a gyanútlan utazókat fogságba ejtik, majd megölik őket, feltehetően egyfajta szertartás során. A tőlük zsákmányolt kincsekből hatalmas vagyont halmoztak fel.

##### Ogrék
Orkokhoz hasonló lények. Az Elsőkorban tűnnek fel elsőnek. Feltűnnek ezen kívül A hobbit: Az öt sereg csatája című filmben. Itt az orkok oldalán harcolnak az Azog vezette seregben.

##### Vámpírok és Merrevailok
Vámpírok: Az Elsőkorban, Tol-in-Gaurothban éltek. Sauron megfigyelői voltak. Vezetőjük Thuringwethil, Sauron leghűségesebb és legnagyobb szolgája volt. Vámpírok, Thuringwethil

Merrevailok: A denevér és a halandó nő keveréke. Angmarban és Móriában élnek. Merrevailok

##### Egyéb nem emberszerű, részben vagy teljesen értelmes fajok
Ilyenek például a mearák vagy a kőszáli sasok, a valinori kutyák (elsősorban Huan, a Hűséges), Eru Ilúvatar a teremtő Isten, illetve a bőrváltó medvék (Shape-Shifter). A sötét teremtmények közül például a vargok, a crebainok (varjúszerű madarak), az urulókik (tűz-sárkányok), jégsárkányok, a nagy szem, a nekromanta, A Tó őre, a nazgûlok sárkánygyíkjai (Fell beast) és a Hobbitban szereplő denevérek. A semelyik oldalhoz nem tartozó lények közül például Fűzfa apó („aki” valószínűleg a huornok fajába tartozik, de bizonyosat nem mondhatunk), Mûmakilok vagy Olifántok, Nagy bestiák és Gollam. A hobbitban előfordulnak egyéb szörnyszerű lények is, ilyenek a kőóriások.

#### Szörnyek és állatok
Ezek a lények nem értelmesek (legalábbis nem beszédképesek). Részben a valák által teremtett állatok (halak, vadak, madarak, férgek, növények stb.) tartoznak ide, de léteznek vagy léteztek olyan szörnyetegek is, amelyeket Morgoth teremtett vagy rontott meg.

## Külső hivatkozások
- Uhrmann Iván: Sötét erők Középföldén – Irodalomelméleti elemzés[halott link]
- Encyclopedia of Arda
- Középfölde Kalandorok Klubja